# This Boy
«This Boy» es una canción compuesta por la dupla Lennon-McCartney, grabada por The Beatles y lanzada el 29 de noviembre de 1963 como lado B del sencillo «I Want to Hold Your Hand». Se encuentra también en el álbum estadounidense Meet the Beatles!, de 1964. 

## Grabación
La canción fue grabada en los EMI Studios el 17 de octubre de 1963, el mismo día que habían grabado «I Want to Hold Your Hand» y una versión de «You Really Got a Hold on Me». Una versión instrumental de «This Boy», orquestada por George Martin, se encuentra en la película A Hard Day's Night, durante la escena de Ringo en el camino de sirga.
Según George Harrison, «This Boy» fue el intento de John Lennon y Paul McCartney de escribir una melodía al estilo de la estrella de Motown, Smokey Robinson, específicamente como en la canción de The Miracles «I've Been Good To You» de 1961, mientras que Paul McCartney cita la canción de The Teddy Bears, «To Know Him is to Love Him», como una gran influencia en la composición de «This Boy».

## Publicaciones
The Beatles interpretaron esta canción durante su famosa actuación del 16 de febrero en el The Ed Sullivan Show, a su llegada a los Estados Unidos en 1964.
También se encuentra una versión alternativa, grabada durante los ensayos, en el sencillo «Free as a Bird», de 1995; y una interpretación en vivo, grabada durante el The Morecambe and Wise Show en 1963, en el álbum Anthology 1. En la versión de los ensayos, la canción se ve interrumpida constantemente por las risas de John Lennon y Paul McCartney en la grabación de la misma.

## Personal
- John Lennon – voz principal y guitarra acústica (Gibson J-45).
- Paul McCartney – bajo (Höfner 500/1 63´) y armonía vocal.
- George Harrison – guitarra eléctrica (Gretsch Country Gentleman) y armonía vocal.
- Ringo Starr – batería (Ludwig Downbeat)